# Trương Tấn Bửu (võ tướng)
Trương Tấn Bửu (Chữ Hán: 張進寶; 1752 – 1827), có tên khác là Trương Tấn Long (張進隆); là một danh tướng của chúa Nguyễn Phúc Ánh trong lịch sử Việt Nam. Nhờ lập được nhiều công lao, ông được phong tước Long Vân Hầu và được người đương thời liệt vào Ngũ hổ tướng Gia Định.

## Thân thế và sự nghiệp
Ông sinh ở làng Hưng Lễ, tổng Bảo Phước, tỉnh Vĩnh Long (nay thuộc xã Hưng Lễ, huyện Giồng Trôm, tỉnh Bến Tre); và là con thứ ba (gọi theo người miền Nam là con thứ tư) của ông Trương Tấn Khương và bà Trần Thị Nghĩa.
Thời trai trẻ, Trương Tấn Bửu đã nổi tiếng là người tuấn tú, có sức mạnh vô song, dám đương đầu với cọp.
Năm Đinh Mùi (1787), lúc chúa Nguyễn (Nguyễn Phúc Ánh) chạy trốn quân Tây Sơn, có ghé nhà cha ông tạm trú một đêm. Gặp dịp, ông xin theo phò tá . Nhưng vừa ra khỏi nhà, ông gặp ngay trận chiến ác liệt. Nhờ sự thông minh và lòng dũng cảm, ông cứu thoát được chúa Nguyễn. Sau đó ông và các tướng lĩnh phò tá Nguyễn Ánh sang cầu cứu ngoại bang là quân Xiêm (tức Thái Lan bây giờ) sang công chiếm nước ta nhưng bị vua Quang Trung đập tan tại trận Rạch Gầm – Xoài Mút nổi tiếng lịch sử.
Sau đó, ông được làm cai cơ, thuộc đạo quân của Tôn Thất Hội.
Tháng 6 năm Canh Tuất (1790), thăng ông chức Hậu quân Hậu chi Chánh chưởng chi, rồi đổi qua Chưởng quản Tiền quân.
Tháng 2 năm Đinh Tỵ (1797), với sự giúp đỡ của ngoại bang, tức các tàu chiến của Bồ Đào Nha , cũng như lợi dụng sự rối ren của Nhà Tây Sơn khi vua Quang Trung băng hà, ông lập được nhiều chiến công ở Bình Định, Hội An, được thăng chức Tiền quân Phó tướng.
Năm Nhâm Tuất (1802), Nguyễn Phúc Ánh lên ngôi (Gia Long), phong ông làm Chưởng dinh, quản lĩnh đạo quân Bắc Thành.
Năm 1806, có công dẹp bọn cướp biển Tàu Ô, ông được thăng làm Trung quân kiêm Tả quân Phó tướng, lãnh chức Quyền Tổng trấn Bắc Thành, thay Nguyễn Văn Thành..
Năm Canh Ngọ (1810), ông lại được bổ vào Gia Định, quyền lãnh chức Tổng trấn, đến năm 1812, thực thụ Phó Tổng trấn Gia Định.
Năm 1816, ông đốc suất đắp thành Châu Đốc rồi được điều về Huế làm Trung quân phó tướng.

 
Tân tỵ, năm Minh Mệnh thứ 2 [1821], ông lại được cử làm Phó Tổng trấn Gia Định Thành lần thứ hai:
Lấy Khâm sai chưởng dinh lĩnh Trung quân phó tướng thự lý ấn vụ là Trương Tấn Bửu lĩnh chức Phó tổng trấn thành Gia Định và khiến hơn 200 người các đội thuộc vệ Tín trực đi theo... Đến nay sai Tấn Bửu đi. Tấn Bửu là người trọng hậu, giản dị và trầm tĩnh, tuổi hơn 70.
Năm Nhâm Ngọ (1822), ông được thăng Chánh nhứt phẩm, cha ông cũng được vua Minh Mạng ban sắc truy phong là Nghiêm oai tướng quân, Trung quân Thống chế và mẹ ông cũng được truy phong vào hàng mệnh phụ phu nhân.

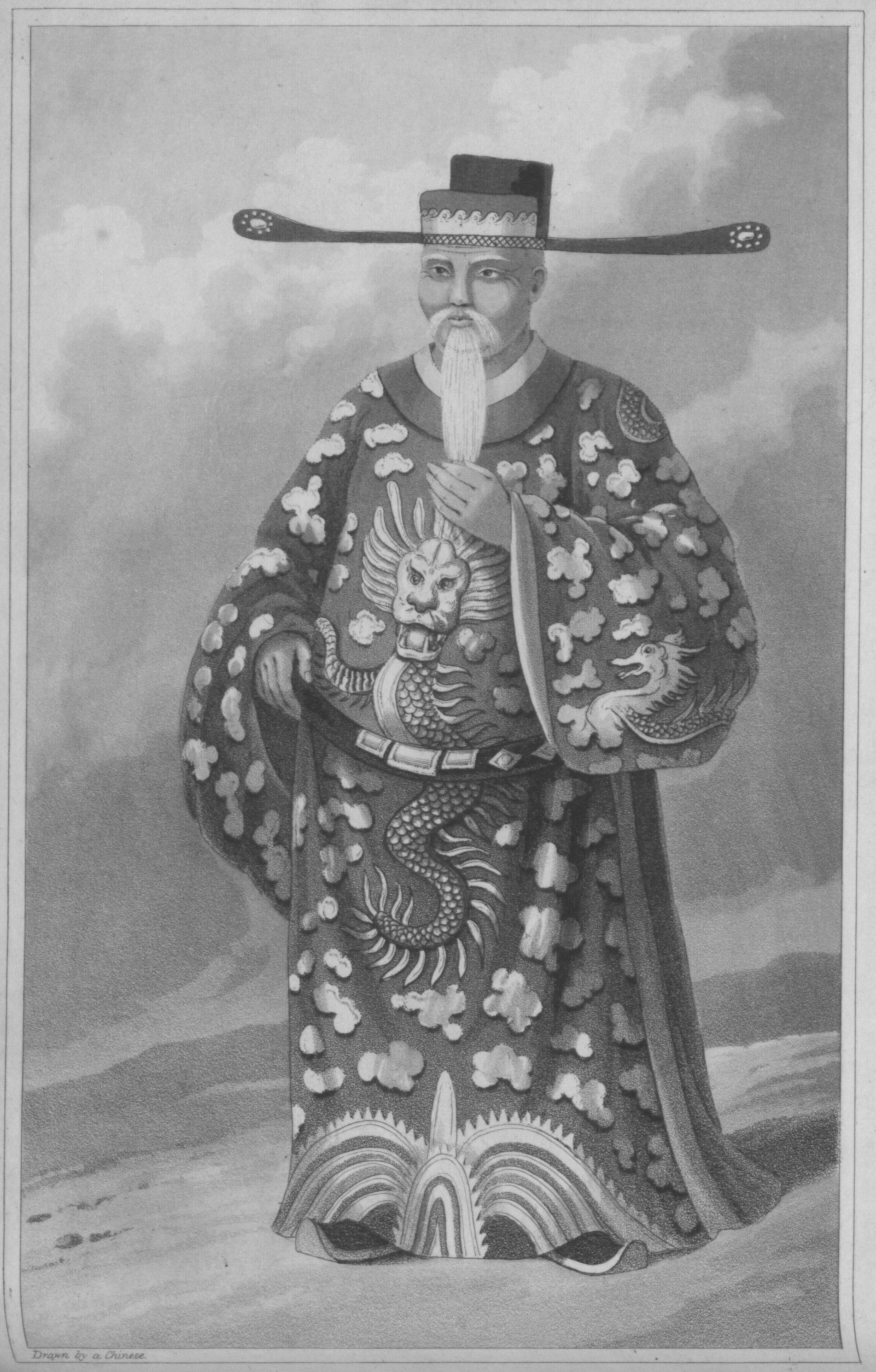
Phó Tổng trấn Gia Định năm 1822. Trích từ sách của John Crawfurd xuất bản năm 1828.

Ngày 2 tháng 9 năm 1822, có đoàn sứ giả nước Anh hơn 30 người do Đại sứ John Crawfurd dẫn đi gặp Tổng trấn Lê Văn Duyệt trong thành Gia Định. Đoàn của Crawfurd được mời ngồi ghế, bên phải quan Tổng trấn. Ngồi bên trái quan Tổng trấn là vị Phó tổng trấn [Trương Tấn Bửu], vị quan già khoảng 70 tuổi trông đáng kính và đẹp lão.
Năm Quý Mùi (1823) , theo lệnh của Lê Văn Duyệt, ông chỉ huy khoảng 35.000 quân và dân lo nạo vét kênh Vĩnh Tế cùng với Thoại Ngọc Hầu, rồi chẳng bao lâu sau ông bệnh, xin về hưu vào ngày 17 tháng 11 năm Ất Dậu (1825).
Tuy hưu trí, nhưng ông được vua Minh Mạng cho hưởng lương bổng đầy đủ. Ngày 2 tháng 8 năm 1827 (10 tháng 6 âm lịch năm Đinh Hợi) ông mất, thọ 75 tuổi.
Vua nhà Nguyễn đã lệnh cho Lê Văn Duyệt đứng làm chủ lễ, cấp đất chôn và xuất hai ngàn quan tiền, năm cây gấm tốt để giúp vào việc tống táng. Đến đời Tự Đức năm thứ 5 (1852), ông được thờ vào miếu Trung hưng công thần và đền Hiền lương.
Hiện nay ở đường Nguyễn Thị Huỳnh, quận Phú Nhuận, (Thành phố Hồ Chí Minh) còn đền thờ và mộ của ông .

## Tưởng nhớ
Ở Thành phố Hồ Chí Minh trước năm 1985 có tới hai con đường mang tên Trương Tấn Bửu. Đường Trương Tấn Bửu của Đô thành Sài Gòn cũ hiện nay là một phần của đường Lê Quang Sung ở quận 6 (từ công viên Cửu Long đến đường Phạm Đình Hổ); còn đường Trương Tấn Bửu của tỉnh Gia Định cũ nay là đường Trần Huy Liệu ở quận Phú Nhuận. Điều đặc biệt là cả hai con đường mang tên Trương Tấn Bửu này đều bị đổi tên vào cùng ngày 4 tháng 4 năm 1985.
Hiện nay, ở phường Kim Dinh thuộc ngoại ô thành phố Bà Rịa vẫn có một tuyến đường nhỏ mang tên Trương Tấn Bửu, dẫn ra Quốc lộ 51.

## Sách tham khảo
- Nguyễn Q. Thắng & Nguyễn Bá Thế, Từ điển nhân vật lịch sử Việt Nam. Nhà xuất bản Khoa học Xã hội, 1992, trang 929-930.
- Huỳnh Minh, Kiến Hòa xưa. Nhà xuất bản Thanh Niên, 2001, trang 118.
- Huỳnh Minh, Gia Định xưa, Nhà xuất bản Văn hóa Thông tin tái bản năm 2006, trang 137-140.
- Diên Hương, Thành ngữ điển tích từ điển. Nhà xuất bản Đồng Tháp, trang 410.
- Quốc sử quán triều Nguyễn, Đại Nam thực lục (toàn tập). Bản dịch của Trung tâm khoa học xã hội và nhân văn quốc gia, Viện sử học Quốc sử quán triều Nguyễn, Tổ Phiên dịch Viện Sử học phiên dịch. Nhà xuất bản Giáo Dục xuất bản năm 2007.
- Quốc sử quán triều Nguyễn, Đại Nam liệt truyện (toàn tập). Nhà Xuất Bản Thuận Hóa.
- John Crawfurd (1828): Journal of an embassy from the Governor-General of India to the courts of Siam and Cochin-China: exhibiting a view of the actual state of those kingdoms. SOUTHEAST ASIA VISIONS, Cornell University Library's John M. Echols Collection